# Le Fugitif (film, 1959)
Pour les articles homonymes, voir Le Fugitif.
Pour plus de détails, voir Fiche technique et Distribution.
Le Fugitif (Bari Theke Paliye) est un film indien réalisé par Ritwik Ghatak, sorti en 1958.

## Fiche technique
- Titre original : Bari Theke Paliye
- Titre français : Le Fugitif
- Réalisation : Ritwik Ghatak
- Scénario : Ritwik Ghatak d'après Shibram Chakraborty
- Pays d'origine : Inde
- Format : Noir et blanc - 35 mm - Mono
- Genre : drame
- Durée : 124 minutes
- Date de sortie : 1958

## Distribution
- Param Bharak Lahiri : Kanchan
- Padmadevi : mère
- Gyanesh Mukherjee : père
- Kali Bannerjee : Haridas
- Satindra Bhattacharya : le père de Mini
- Nripati Chatterjee : Feriwala
- Shriman Deepak : Chandan
- Shailen Ghosh : Nanda
- Krishna Jaya : Mini
- Keshto Mukherjee : magicien
- Niti Pandit : la mère de Mini
- Jahar Roy : policier